# ライブコマース
ライブコマース（英語：Live Commerce）とは、デジタルプラットフォーム上でライブ動画配信サービスなどを利用し、ライブ配信で商品を紹介する配信者と視聴者で双方向に連絡を取り合い商品を確認して販売する手法である。ライブストリーム・ショッピング（Livestream shopping）、ライブビデオ・ショッピング（live video shopping）とも呼ばれ、多くの場合、インフルエンサー協力の下に行われる。Liveとe-commerceを掛け合わせたかばん語。
テレビショッピングと類似した販売手法となるが、消費者がライブストリーム中にチャットを通じ質問をしたり、商品を購入したりすることができ、没入感のあるインタラクティブな体験を提供することが目的となり、購入率は通常のECサイトに比べ高い傾向にある。2017年にアジア地域で始まり、その後数年わたり世界各地に拡大した。

## 歴史
2016年から17年にかけて、アメリカのAmazonとウォルマートがライブコマースを行ったが打ち切っている。しかし、2019年2月に再びAmazonはアマゾン・ライブ（Amazon Live）を提供した。
2018年3月から動画配信サイト運営サービスのTikTokは、電子商店街の淘宝網と提携し、商品の販売に繋げられる機能を提供した。2021年8月24日には、オンラインショップの出店支援サービスShopifyも提携することを明らかにした。
2018年11月15日 Instagramは「ShopNow」サービスを提供した。
2019年、新型コロナウイルス感染症の世界的流行により世界では外出禁止令が発令されたため、巣ごもり需要（パンデミックブースト）も併せ、ロシアでは急激なデジタル化が進み、中国ではライブコマースの配信数が大幅に増加したことでECサイトの消費活動に大きな影響を与えており、消費者はライブストリームショッピングを重要なインタラクティブエクスペリエンスとして認識している。KPMGとアリババ集団傘下のアリ研究院の共同研究によれば、2021年の中国国内での市場規模は前年比90％増の1兆9,950億元（約33兆9,150億円）を記録し拡大傾向にあり、2022年には前年比60％増となる2兆8,500億元（約55兆2,000億円）になると予測されている。利用者数は3億8,800万人となり、これは、中国インターネット人口の39.2%に相当する。また、主に利用されている動画プラットフォームはタオバオ(68.5％)、TikTok（57.8％）、快手（41.0％）の順となっており、ライブコマースを利用した理由の大半が『価格』に関するものであることが調査から明らかとなっている。
2021年末には、中華人民共和国人力資源社会保障部、国家新聞出版広電総局、国家インターネット情報弁公室によってライブコマースが正式な職業として認定されており、国家職業技能基準が制定された。貴州省、青海省、チベット自治区など少数民族地域や農村地域でも利用が広がっており、売り上げを大きく伸ばすことに成功している。チベット自治区では前年比66.2%増の74億2千万元（約1,481億円）の大幅な伸びを記録しており、遊牧民や地方の生活を一変させる程の経済効果をもたらしている。
2022年、ネバダ州ラスベガスで行われた小売業界のイベント「SHOPTALK」内でも先行する中国の大手ECサイト天猫を始め、化粧品大手のエスティローダー、YouTube、有力ベンチャーキャピタルなどの関係者が登壇したライブコマース講演に多くの関心が寄せられており、アメリカのZ世代を中心に流行の兆しを見せ始めている。経済産業省の報告によれば、世界のEC市場規模は年々増加しており、2021年時点でB2Cのみで558兆円市場と見積もられている。
アジア各地におけるライブコマースの認知度は高く、ライブコマースを通じ商品を購入した割合は上海で49.1％、バンコクで60.6％、ハノイで62.5％と軒並み高く、日本は僅か5.9%であるが、日本国内でも流行の兆しを見せ始めており、日本では大手企業だけでなく、一次産業者による農産物や海産物の産地直送配信や、地方都市では国内だけでなく海外に向けた産業や観光の魅力を発信することで地方創生に繋げる取り組みが開始されている。

## 市場規模
市況分析を行っている調査会社Statistaは、中国におけるライブコマースの市場規模を2017年から調査しており、2019年度で433億元、2020年度で961億元としている。2019年からの新型コロナウイルス感染症による外出規制の影響で、ネットショッピング市場規模が拡大したとの指摘もある。

## 配信者
デジタルマーケティングは、インフルエンサーマーケティングを含むいくつかのサブカテゴリーによって構成される。これまでは、コンテンツのプロモーションやブランドの認知度向上には芸能人を起用することが定石とされた。インフルエンサーマーケティングでは、ソーシャルメディアの世界から選ばれた専門性の高いセレブリティ（配信者；ライバー、ライブコマーサー）がオピニオンリーダーとなり、消費者の意思決定に直接的または間接的に影響を与えることが可能となる。消費者はインフルエンサーの宣伝するメッセージを従来の広告よりも信頼性が高く説得力があると認識する傾向があるため、企業にとって高い投資利益率（ROI）を確保することに繋がる。
2014年辺りから中国では消費者の購買行動に大きな影響を及ぼすセレブリティを（KOL：Key Opinion Leader）と呼んでおり、企業の社長や製品開発に携わる技術者、開発された製品を使用するプロなど、その分野に精通し、高度な知識や技術による高い訴求力と信頼性を有していることが一般的なインフルエンサーとの大きな違いとなる。中国の新疆ウイグル自治区、昭蘇県の副県長を務めていた賀嬌龍が発信する動画は累計5億2千万回の再生回数を記録しており、フォロワーは500万人を超え、地元の農産物を紹介する動画が人気となっており、一回の発信で100万元（約1,800万円）を売り上げる。
このほかに（KOC：Key Opinion Consumer）があり、これは利用者目線の商品レビューに影響力のある人物を指し、KOLに比べ訴求力は落ちるものの、商品やサービスを利用者に広くわかりやすく宣伝する目的には向いているため、企業では目的に応じ使い分けている。これに付随して中国国内ではKOLビジネスも拡大しており、KOLを専門に養成する専門学校が設立されており、上場企業に名を連ねるKOL関連企業なども登場している。
新たな職種とフレキシブルワーカーなどの雇用形態を生み出し、中国経済の原動力となるまでに成長したデジタル経済（ライブコマース）ではあるが、これに伴いデジタル人材が1,100万人不足しており、この先も継続的に不足するであろうとの報告が行われている。

## 利点と欠点
ライブコマースの利点と欠点には以下の様なものがある。
利点
- 納入先との直接取引や販売数が見込めるため値引率が高く視聴者は市場よりも安価で購入できる。
- 文字情報だけのECサイトよりも動画は5,000倍高いとされる効果により多くの売り上げが見込める。
- 新たな客層が獲得できる。
- 配信者、視聴者共に場所を選ばない。
- 商品の魅力を的確に伝えられる。
- 写真やテキストだけはわからない商品の感想や使用感、商品への質疑応答など商品に対する不安感の払拭。
- 各種配信プラットフォームは基本無料であり、テレビやCMなど既存の広告媒体に比べ費用が掛からない。
- 知識や技術を有するKOLによる高い訴求力と信頼性。
- ショップ店員など個人や人柄に対しファンが付く。
- リアルタイム配信のため視聴者同士がその体験を共有できる。
- 受けたコメントをキャンペーンや商品開発に生かせる。

欠点
- 配信トラブルによる機会損失。
- 不十分な事前告知での視聴者不足。
- 配信品質や配信時間による視聴者の増減。
- 配信者の態度や言動による信頼性やブランドイメージの失墜。
- 人気となるにはある程度の撮影環境が必要となるため商品単価が低い場合、費用対効果が悪化する。
- 中国の消費者に向けた配信する場合、法律、金融、医学、教育など特定のカテゴリーには専門の資格が必要。
- 人気配信者の出演料の高騰。
- 配信者側から出品企業側への過度な値下げ圧力。

## 著名なインフルエンサー（KOL）
- 薇娅（中国語版）（viya） - ウェイヤ。2020年のライブコマース販売額ランキングで一位の386億元（約7,684億円）となった[34]。ライブコマースの女王とも言われ、配信は多い時で4,000万人を数える。8億円のロケットを販売した経験もあり、その売り上げ規模はフジテレビに匹敵する[35][36]。2021年、アメリカ合衆国のニュース雑誌タイム誌が選ぶ世界で最も影響力のある100人の一人に選ばれた[37]。2021年には脱税容疑で罰金刑が下されているが、習近平党総書記が提唱した格差是正運動である「共同富裕」の影響と見られている[38]。

- 李佳琦（中国語版）（Austin） -  リー・ジャーチー。2020年のライブコマース販売額ランキング2位の252億元（約5,016億円）。男性美容師で化粧品に強く、30秒で口紅を多く塗ったギネス記録を持ち、別名が「口紅一哥（口紅王子）」。3時間の配信で6,100億元（10億円）を売り上げる[39][40]。